# Andrea Mateo Acquaviva
|  | Per a altres significats, vegeu «Andrea Mateo d'Acquaviva». |

Andrea Mateo Acquaviva fou un militar italià.
Successor d'Antonio Acquaviva en el ducat d'atri, en la senyoria de Teramo i comtat de San Flaviano, prengué part en les lluites de successió del regne de Nàpols; el 1406 dirigí el setge de Tàrent, investit amb l'autoritat del rei Ladislau. L'any següent fou assassinat a punyalades pels germans Melatini en la ciutat de Teramo.